# Nyboda, Österåkers kommun
Nyboda är en ort i Österåkers kommun i Stockholms län, belägen norr om Bammarboda. Orten klassades 1990 som en småort.
Ett litet område längst söderut i Nyboda ingår nu i tätorten Bammarboda.